# Saint-Macaire-en-Mauges
Saint-Macaire-en-Mauges là một xã thuộc tỉnh Maine-et-Loire trong vùng Pays de la Loire phía tây nước Pháp. Xã này nằm ở khu vực có độ cao trung bình 108 mét trên mực nước biển.